# Perebendia

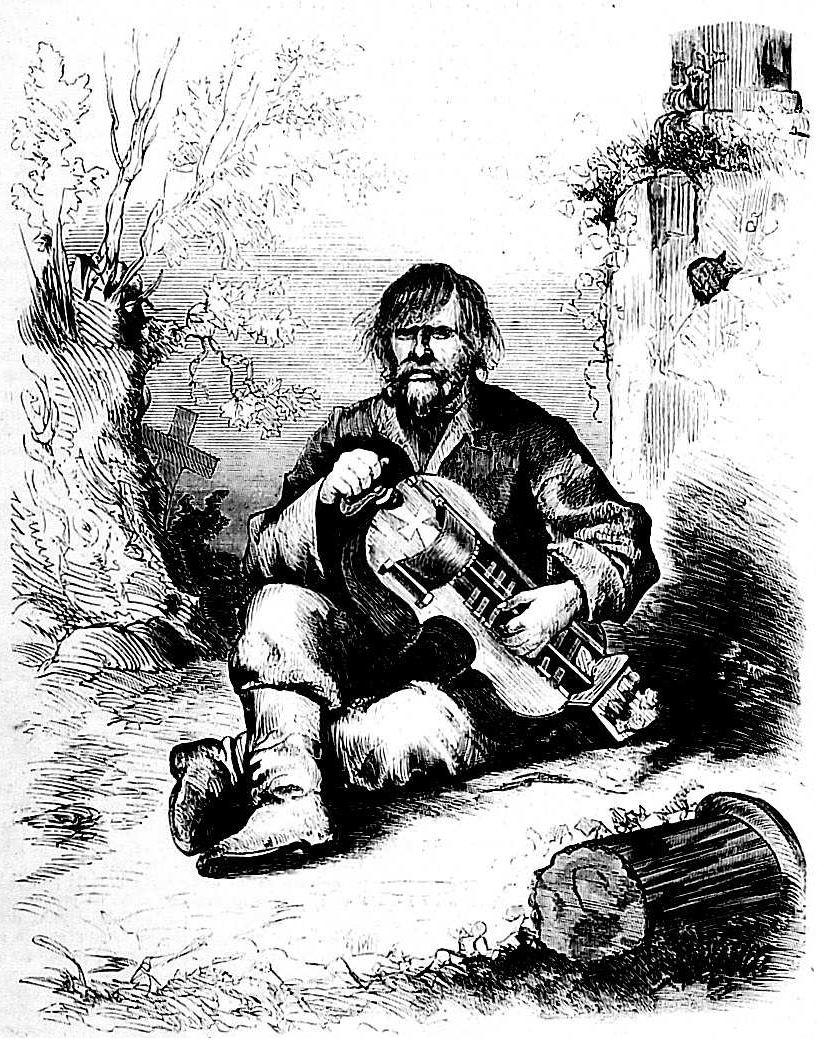
Tytułowy bohater poematu Perebendia jest wędrownym śpiewakiem ludowym

Perebendia – poemat Tarasa Szewczenki z 1839.

## Treść
Bohaterem utworu jest tytułowy Perebendia - lirnik wędrujący z jednej wsi do drugiej i śpiewający w nich pieśni ludowe. Perebendia wykonuje wszystkie rodzaje ludowych pieśni, od kozackich dumek i pieśni o słynnych wodzach Zaporożców, poprzez pieśni weselne po ludowe utwory biesiadne. Przez chłopów uważany jest za dziwaka, gdyż często zdarza mu się zacząć śpiewać wesołą pieśń, nagle przerywać i kończyć w poważnym tonie.
W dalszej części dzieła Perebendia ukazany jest, gdy samotnie śpiewa, siedząc na kurhanie w środku stepu ukraińskiego. Z dala od ludzi lirnik rozmawia z morzem, górami i słońcem, jako artysta jest w stanie lepiej niż ktokolwiek zrozumieć cały świat. Całość kończy zwrot podmiotu lirycznego do Perebendi - chwali on postępowanie lirnika. Stwierdza, że zwykli ludzie i tak nigdy nie zrozumieją jego uczuć; każdy prawdziwy poeta skazany jest na samotność.

## Wymowa utworu
Tematem poematu jest relacja między poetą a jego słuchaczami, zwykłymi ludźmi oraz refleksja nad zrozumieniem przez nich sensu twórczości prawdziwych artystów oraz ich sposobu pojmowania świata. Perebendia odnajduje prawdziwe szczęście jedynie w samotnych rozmowach z otaczającą go naturą, gdyż dla wieśniaków, którym śpiewa pieśni ludowe, jest jedynie dziwakiem, pogrążonym w niezrozumiałej melancholii. Artystyczny talent lirnika skazuje go na ciągłą samotność i przeżywanie wewnętrznego, niewyjaśnionego nawet dla niego samego niepokoju.
Zdaniem Iwana Franki inspiracją dla przedstawionej w utworze koncepcji artysty była twórczość Adama Mickiewicza, w szczególności fragmenty Wielkiej improwizacji, ballada Dudarz i Pieśń Wajdeloty z Konrada Wallenroda. Drugim źródłem Perebendii mogła być wizja poezji przedstawiona w utworach Puszkina (wiersz Poeta i tłum).
W późniejszym okresie twórczości Szewczenki refleksja nad pozycją społeczną i zadaniami poety była rozwijana i modyfikowana. Bezpośrednio po Perebendii autor ponownie wrócił do tematu w napisanym rok później wierszu Dumy moje, Dumy moje, który stał się utworem wstępnym tomu Kobziarz.

## Publikacja
Poemat pierwszy raz ukazał się w tomie Kobziarz w 1840, zadedykowany Jewhenowi Hrebince. Perebendię na język polski przetłumaczył Władysław Syrokomla.